# Pinkpop Festival
Pinkpop Festival o Pinkpop in breve, è un festival di musica rock annuale che si svolge a Landgraaf, nei Paesi Bassi. Secondo il Guinness Book of Records, è il più vecchio festival annuale nel mondo.

## Storia
In 50 anni di attività, circa un milione e mezzo di persone ha partecipato al Pinkpop Festival e più di 400 band vi hanno suonato.
Nel 1994 (la 25ª edizione), fu deciso di vendere solo 60 000 biglietti, per evitare il sovraffollamento dovuto alla popolarità del festival.
Nel 1995, l'evento si è svolto in 2 giorni di festa. Due anni più tardi, nel 1997, è stato ulteriormente ampliato fino a tre giorni.
Nel 2007 è stata prevista una seconda edizione annuale, in data 11 agosto, chiamata Pinkpop Classic, con band che precedentemente hanno suonato al Pinkpop.

## Edizioni ed artisti partecipanti
Al Pinkpop Festival è uno dei grandi festival musicali alla quale hanno partecipato almeno una volta tutti i grandi gruppi della scena mondiale, tra i più famosi Anouk, Epica, Lifehouse, Oasis, The Gathering, Arctic Monkeys, Alter Bridge, Green Day, Muse, Thirty Seconds to Mars, Rush, Stevie Ray Vaughan and Double Trouble, Nickelback, Radiohead, Fleetwood Mac, Jeff Beck, Uriah Heep, The Kinks, Tom Petty and the Heartbreakers, Thin Lizzy, Elvis Costello, Dire Straits, Peter Tosh, The Police, Pearl Jam, Crowded House, The Jam, Van Halen, Joe Jackson, U2, UB40, ZZ Top, Semisonic, Simple Minds, TC Matic, Gary Moore, Big Country, John Hiatt, Marillion, The Stranglers, The Waterboys, The Cure, The Cult, The Pretenders, Echo & the Bunnymen, Iggy Pop, Hüsker Dü, Lou Reed, The Pogues, Red Hot Chili Peppers, Kula Shaker, Herman Brood, R.E.M., Pixies, Rammstein, Lenny Kravitz, The Smashing Pumpkins, Therapy?, The Prodigy, Evanescence, Soundgarden, Skillet, Rage Against the Machine, Nick Cave and the Bad Seeds, The Levellers, The Black Crowes, Mano Negra, Urban Dance Squad, David Byrne, Pete Murray, Living Colour, Björk, Faith No More, Dave Matthews Band, dEUS, Sepultura, Alanis Morissette, Skunk Anansie, Moby, Tool, Korn, Queens of the Stone Age, Counting Crows, System of a Down, The Rasmus, Zwan, Placebo, Goldfrapp, Metallica, Foo Fighters, Snow Patrol, Within Temptation, Moloko, Starsailor, N.E.R.D, Pink, Franz Ferdinand, Bruce Springsteen & the E Street Band, Stone Sour, Avenged Sevenfold, Linkin Park, Slash, Editors, Go_A
e molti altri.
Questo l'elenco completo degli artisti che hanno preso parte alla manifestazione, suddivisi per edizioni.
| Anno | Presentatori                                                     | Artisti |
| ---- | ---------------------------------------------------------------- | --- |
| 1970 | Jan Smeets                                                       | Keef Hartley, Golden Earring, George Baker Selection, Dream, Opus, Livin’ Blues, Mr.Albert Show, Live |
| 1971 | Jan Smeets                                                       | Fleetwood Mac, Hardin & York, Shocking Blue, Focus, Forest, CCC Inc, Super Sister, Brainbox |
| 1972 | Felix Meurders                                                   | Argent, Incredible String Band, Mungo Jerry, Strawbs, Focus, Iain Matthews & Plainsong, Michael Chapman |
| 1973 | Felix Meurders, Sjef van Oekel                                   | Jeff Beck, Bogart & Appice, Stealers Wheel, Alquin, Fairport Convention, Colin Blunstone, Wishbone Ash |
| 1974 | Felix Meurders                                                   | Status Quo, Steeleye Span, Rory Gallagher, Fungus, Captain Beefheart, Steve Harley & Cockney Rebel |
| 1975 | Felix Meurders e Guy Mortier                                     | Jack Bruce Band feat. Carla Bley e Mick Taylor, Nazareth, Kevin Coyne Band, Red White & Blue, Sailor, Alan Stivell |
| 1976 | Willem van Beusekom                                              | Uriah Heep, Little Feat, Outlaws, Streetwalkers, Chieftains, Jess Roden Band, Sido Martens |
| 1977 | Rikki Farr, Theo Stokkink, Vincent van Engelen, Urbanus van Anus | The Kinks, Manfred Mann's Earth Band, Nils Lofgren, Racing Cars, Golden Earring, Bothy Band, Tom Petty and the Heartbreakers |
| 1978 | John Peel                                                        | Thin Lizzy, Graham Parker and the Rumour, Journey, Mothers Finest, Robert Gordon & Link Wray, Partner, Jonathan Richman and the Modern Lovers |
| 1979 | John Peel                                                        | Peter Tosh, Rush, Elvis Costello and the Attractions, The Police, Dire Straits, Average White Band, Massada |
| 1980 | John Peel e Guy Mortier                                          | The Jam, J.Geils Band, Van Halen, The Specials, Joe Jackson Band, Garland Jeffreys, Raymond van het Groenewoud and the Centimeters |
| 1981 | John Peel                                                        | Ian Dury and the Blockheads, UB40, Madness, Fischer Z, U2, Michael Schenker Group, The New Adventures |
| 1982 | John Peel                                                        | ZZ Top, Mink DeVille, Saga, Y&T, The Au Pairs, Kid Creole & The Coconuts, Doe Maar |
| 1983 | John Peel                                                        | Doe Maar, Simple Minds, Gary Moore, Nena, Men at Work, TC Matic, Fun Boy Three, Jansse Bagge Bend |
| 1984 | John Peel                                                        | Jimmy Cliff, Big Country, John Hiatt & Band, Marillion, Dio, The Pretenders, Wang Chung, Billy Bragg, Rick Nolov Band |
| 1985 | John Peel                                                        | Steel Pulse, Yngwie Malmsteen, King, Stranglers, China Crisis, Chris Rea, Jason & The Scorchers, Gaga |
| 1986 | John Peel                                                        | The Cure, The Cult, The Waterboys, Cock Robin, Fine Young Cannibals, Blue Murder, Claw Boys Claw, Howard Hughes and the Western Approaches, Blow Monkeys, Ge Reinders and Friends |
| 1987 | Jan Douwe Kroeske                                                | Lou Reed, Echo & The Bunnymen, The Communards, Hüsker Dü, In Tua Nua, Chris Isaak, Iggy Pop, Lone Justice, Fatal Flowers |
| 1988 | Jan Douwe Kroeske                                                | Joe Cocker, Sinead O’Connor, The Christians, The Pogues, Aswad, Herman Brood & His Wild Romance, The Godfathers, Red Hot Chili Peppers, The Rainbirds |
| 1989 | Jan Douwe Kroeske                                                | R.E.M., Marc Almond with La Magia, Tanita Tikaram, John Hiatt & The Goners, Jeff Healey Band, The Nits, The Pixies, Rory Block, Elvis Costello, Fishbone |
| 1990 | Jan Douwe Kroeske                                                | The Mission, Van Morrison & Band + Candy Dulfer (ospite), Red Hot Chili Peppers, Texas, Melissa Etheridge, Nick Cave & The Bad Seeds, Urban Dance Squad, Neville Brothers, Mano Negra, The Black Crowes |
| 1991 | Jan Douwe Kroeske                                                | Happy Mondays, Lenny Kravitz, Living Colour, Joe Jackson, An Emotional Fish, Luka Bloom, Primus, Tröckener Kecks, Walter Trout Band, The Tragically Hip |
| 1992 | Jan Douwe Kroeske                                                | Lou Reed, The Cult, Pearl Jam, David Byrne, Soundgarden, Family Stand, Rowwen Hèze, PJ Harvey, Buffalo Tom, Hallo Venray |
| 1993 | Jan Douwe Kroeske                                                | The Black Crowes, Lenny Kravitz, Living Colour, Claw Boys Claw, The Jayhawks, Rage Against the Machine, Bettie Serveert, Thelonious Monster, The Red Devils |
| 1994 | Jan Douwe Kroeske                                                | Domenica (Rocking Kolonia): Gorefest, Chris Isaak, Richard Thompson & Band, Prong, The Posies, Senser, Nemo. Lunedì (Palco nord): Galliano, Charlatans, Cracker, Dulfer, Prodigal Sons (Palco sud): The Orb, Rage Against the Machine, Björk, The Smashing Pumpkins, Crowded House, Urban Dance Squad, The Breeders, Soul Asylum, Therapy?, The Afghan Whigs, The Levelers, Morphine, Daryll Ann. |
| 1995 | Jan Douwe Kroeske                                                | Domenica (Rocking Kolonia): Type-O-Negative, The Jayhawks, Sick of It All, Del Amitri, Dog Eat Dog, Teenage Fanclub, Osdorp Posse, De Heideroosjes Lunedì (Palco Nord): Danzig, Van Dik Hout, Slash's Snakepit, Bad Religion, G.Love & Special Sauce, Heather Nova, Hootie & The Blowfish, Dave Matthews Band (Palco Sud): Sinead O’Connor, The Levellers, Faith No More, Biohazard, The Tragically Hip, Rollins Band, Bettie Serveert, Live, Shane MacGowan & The Popes, dEUS, Spearhead, Pete Droge |
| 1996 | Jan Douwe Kroeske                                                | Sabato (Tent, in italiano tenda): Lionrock, Ocean Colour Scene, Fun Lovin' Criminals. (Palco Nord): Undeclinable Ambuscade, Brotherhood Foundation, CIV, Osdorp Posse, Dog Eat Dog Domenica (Tent): Leftfield, Fugees, Moloko, Treble Spankers, Easy Aloha's, Moondog Jr, Fun Lovin' Criminals (Palco Nord): Pennywise, Butthole Surfers, Life Of Agony, The Gathering, Hedningarna, Wicked Wonderland Lunedì (Tent): DJ PA, Eboman, DJ Who Cares, Chemical Brothers, DJ Angelo, Orbital, DJ Dave Clark, Underworld, DJ Angelo (Palco Nord): Radiohead, K's Choice, Bush, Skunk Anansie, Rancid, Metal Molly, Dave Matthews Band (Palco Sud): The Prodigy, Rage Against the Machine, Alanis Morissette, Therapy?, Sepultura, Dog Eat Dog, The Presidents of the USA, De Heideroosjes |
| 1997 | Jan Douwe Kroeske                                                | Sabato (Tent): Cooler Than Jesus, Johan, Death In Vegas, The Roots, DJ DAB (Palco Nord): Republica, Marilyn Manson, Korn, DJ John Domenica (Tent): Beth Orton, DJ L-Dopa, Lamb, DJ Lady Aida, Faithless, DJ Hype, System 7 (Palco Nord): Limp Bizkit, Placebo, Descendents, Rammstein, Osdorp Posse, The Orb Lunedì (Tent): Cake, Skik, Morphine, Atari Teenage Riot (Palco Nord): Nada Surf, Eels, Supergrass, Tracy Bonham, Counting Crows, dEUS, Bush (Palco Sud): Fountains Of Wayne, Silverchair, The Gathering, Kula Shaker, Osdorp Posse, Live, Beck |
| 1998 | Lebbis & Jansen                                                  | Sabato (3FM-tent): Supersub, Ozric Tentacles, Zion Train (Roskilde-tent): Itchy Bitchy, Girls Against Boys, Primus Domenica (3FM-tent): Bentley Rhythm Ace, Moby, Tricky, Reprazent & Roni Size (Roskilde-tent): Caesar, The Posies, The Dandy Warhols, Skik, Van Dik Hout Lunedì (3FM-tent): Artificial Joy Club, Grandaddy, Spiritualized, 16 Horsepower, Tindersticks (Roskilde-tent): Ocean Colour Scene, Faithless, Tori Amos, Junkie XL, Garbage (Main Stage) Eagle-Eye Cherry, Deftones, Anouk, NOFX, K's Choice, The Smashing Pumpkins, The Verve |
| 1999 | Howard Komproe e Najib Amhali                                    | Sabato (3FM-tent): Right Direction, Idlewild, System of a Down, Nashville Pussy (Roskilde-tent): Band Zonder Banaan, Frank Black & The Catholics, Afro Celt Sound System Domenica (3FM-tent): Presence, Postmen, Lamb, DJ Eddy de Clercq, Red Snapper (Roskilde-tent): DAAU, Luka Bloom, Rowwen Hèze, Soulfly, Urban Dance Squad (Main Stage): Underworld Lunedì (3FM-tent): Kashmir, Sebadoh, Zita Swoon, The Jon Spencer Blues Explosion, Heather Nova (Roskilde-tent): Shawn Mullins, De Heideroosjes, Jewel, Lauryn Hill, Kula Shaker (Main Stage): Ilse DeLange, Soulwax, Manic Street Preachers, Robbie Williams, Skunk Anansie, Alanis Morissette, Faithless |
| 2000 | Howard Komproe e Michiel Romeyn                                  | Sabato (3FM-tent): Dead Punk Society, The Get Up Kids, Caesar (Palco Nord): The Tea Party, Bush, Oasis Domenica (3FM-tent): Lais, Green Lizard, Spookrijders, Def Rhymz, Laurent Garnier, Junkie XL (Palco Nord): Andreas Johnson, Tracy Bonham, Novastar, Krezip, Guano Apes, 16 Horsepower Lunedì (3FM-tent): Madrugada, Muse, Arid, Gomez, Travis (Palco Nord): The The, Die Toten Hosen, Postmen, Counting Crows, Kane (Main Stage): Venice, De Dijk, Korn, Pearl Jam, Live, Moby |
| 2001 | Howard Komproe                                                   | Sabato (3FM-tent): Concubine, Queens of the Stone Age, Within Temptation (Palco Nord): Dreadlock Pussy, Michael Franti & Spearhead, Krezip Domenica (3FM-tent): Das Pop, Brainpower, Outkast, St.Germain, Johan (Palco Nord): Ellen Ten Damme, Green Lizard, Papa Roach, Zita Swoon, K's Choice Lunedì (3FM-tent): JJ72, The Hives, Toploader, Tindersticks, Tool (Palco Nord): Lifehouse, Stereophonics, Postmen, The Offspring, Basement Jaxx (Palco Sud): Semisonic, 3 Doors Down, Anouk, Manic Street Preachers, Limp Bizkit, Radiohead |
| 2002 | De Vliegende Panters e Howard Komproe                            | Sabato (3FM-tent): Supergroover, After Forever, Groove Armada (Palco Nord): P.O.D., Bush (Palco Sud): Heather Nova, Live Domenica (3FM-tent): An Pierlé, Super Furry Animals, E-life, Zero 7 (Palco Nord): Racoon, Di-rect, Alien Ant Farm, Def P & Beatbusters, Dropkick Murphys (Palco Sud): Lamb, Faithless Lunedì (3FM-tent): Daryll Ann, Black Rebel Motorcycle Club, Beef, Starsailor, Sergent Garcia (Palco Nord): Millionaire, Morgan Heritage, Gomez, Macy Gray, System of a Down (Palco Sud): Arid, Jewel, Kane, Muse, Lenny Kravitz, Rammstein |
| 2003 | Howard Komproe, Giel Beelen e Claudia de Breij                   | Sabato (3FM-tent): Liftid, Tom McCrea, Skin (Palco Nord): Junior Senior, Deftones, Placebo, Moby Domenica (3FM-tent): Silkstone, Ozark Henry, The eighties matchbox B-line disaster, Zuco 103 (Palco Nord): Peter Pan Speedrock, Flogging Molly, Lifehouse, The Dandy Warhols, Counting Crows (Palco Sud): Anouk, Massive Attack Lunedì (3FM-tent): Relax, Danko Jones, Röyskopp, Moloko, Saybia (Palco Nord): Solomon Burke, Ilse DeLange, Zwan, Audioslave, Junkie XL & Guests (Palco Sud): Beef, The Cardigans, Krezip, Queens of the Stone Age, Evanescence, Manu Chao |
| 2004 | Howard Komproe, Giel Beelen e Claudia de Breij                   | Sabato (3FM-tent): ADHD, The Sheer, Viva La Fête (Palco Nord): 37 Stabwoudz, Roy Paci, Hoobastank, HIM Domenica (3FM-tent): Kaizers Orchestra, T.Raumschmiere & band, Audio Bullys, Dave Clark Live, After Forever (Palco Nord): Seeed, Less Than Jake, The Rasmus, The Pixies, Tiësto Lunedì (3FM-tent): Novastar, The Thrills, Goldfrapp, Ojos de Brujo, Starsailor (Palco Nord): The Datsuns, Franz Ferdinand, Jet, The Roots, Moloko (Palco Sud): Wealthy Beggar, Sugababes, The Black Eyed Peas, N*E*R*D, Lenny Kravitz, Muse |
| 2005 | Giel Beelen e Jan Smeets                                         | Sabato (3FM-tent): The Coral, Rowwen Heze, Epica (Main Stage): Mindfold, Intwine, Millencollin, Chemical Brothers Domenica (3FM-tent): Moneybrother, Madrugada, The Frames, De Heideroosjes (Main Stage): Molotov, Sick of It All, Beef, Within Temptation, The Prodigy Lunedì (John Peel Stage): Triggerfinger, Thirteen Senses, Kaiser Chiefs, Bloc Party, Gabriel Rios (3FM-tent): Wir sind Helden, Di-Rect, Cake, Apocalyptica, Saybia (Main Stage): The Presidents of the United States of America, Beth Hart, Novastar, Golden Earring, Kane, Faithless |
| 2006 | Giel Beelen, Claudia de Breij e Barbara Karel                    | Sabato (Buma Stage): Alize, Mo' Jones, Kraak & Smaak (3FM Stage): KUBB, Admiral Freebee, Paul Weller (Main Stage): The Dresden Dolls, Nelly Furtado, Kaiser Chiefs, Placebo Domenica (John Peel Stage): The Rakes, The Zutons, Infadels, Hooverphonic (3FM Stage): VanKatoen, Dredg, Danko Jones, Alter Bridge (Main Stage): Kashmir, Bloodhound Gang, Racoon, dEUS, Tool Lunedì (John Peel Stage): Living Things, Jamie Lidell Live Band, Editors, The Flaming Lips, Opgezwolle (3FM Stage): Soulfy, David Gray, Deftones, Nickelback, Morrissey (Main Stage): Pete Murray, Skin, BLØF, Keane, Franz Ferdinand, Red Hot Chili Peppers |
| 2007 | Giel Beelen e Eric Corton                                        | Sabato (Buma Cultuur Stage): Viberider, Stevie Ann, C-Mon & Kypski (3FM Stage): The Noisettes, Wir sind Helden, Good Charlotte (Main Stage): Goose, Juliette & The Licks, Within Temptation, Marilyn Manson Domenica (John Peel Stage): The Nightwatchman, Paolo Nutini, Maxïmo Park, Krezip (3FM Stage): Ozark Henry, Gogol Bordello, Ilse DeLange, Lostprophets (Main Stage): Gabriel Rios, Razorlight, Iggy & The Stooges, Snow Patrol, Muse Lunedì (John Peel Stage): Five O'Clock Heroes, The Magic Numbers, Maria Mena, Macy Gray, The Kooks (3FM Stage): Thirty Seconds to Mars, Stone Sour, Dave Matthews Band, Korn, Evanescence (Main Stage): The Fratellis, Wolfmother, Scissor Sisters, Arctic Monkeys, Linkin Park, The Smashing Pumpkins |
| 2008 | Giel Beelen e Eric Corton                                        | Venerdì (GM Next Stage): Jonathan Davis, Porcupine Tree (3FM Stage): Sat2D, Animal Alpha, Alter Bridge (Main Stage): From First to Last, Flogging Molly, Incubus, Metallica Sabato (GM Next Stage): Blood Red Shoes, Voicst, Amy Macdonald, Justice, Groove Armada (3FM Stage): Air Traffic, Bad Religion, Eagles of Death Metal, Stereophonics, The Verve (Main Stage): Moke, KT Tunstall, Editors, Kaiser Chiefs, Foo Fighters Domenica (GM Next Peel Stage): Patrick Watson, Kate Nash, Pete Murray, Saybia, Róisín Murphy (3FM Stage): Wombats, Cavalera Conspiracy, The Hives, Serj Tankian, Counting Crows (Mainstage): Fiction Plane, Gavin Degraw, Racoon, Alanis Morissette, Queens of the Stone Age, Rage Against the Machine |
| 2009 | Giel Beelen e Eric Corton                                        | Sabato (Tent Stage): Noisettes, Just Jack, Dr. Lektroluv (3FM Stage): Kings of the day, Me first and the gimme gimmes, Elbow (Main Stage): Chris Cornell, The Killers, Bruce Springsteen & the E Street Band Domenica (Tent Stage): You Me at Six, Kyteman’s Hiphop Orkest, The Rifles, White Lies, Pendulum (3FM Stage): De Staat, Rowwen heze, Maria Mena, James Morrison, Keane (Main Stage): Milow, Volbeat, Madness, Krezip, Placebo Lunedì (Tent Stage): The All-American Rejects, Hollywood Undead, The Script, Katy Perry (3FM Stage): Shinedown, Mando Diao, Billy Talent, De Jeugd van Tegenwoordig (Mainstage): The Gaslight Anthem, Novastar, Amy Macdonald, Franz Ferdinand, Anouk, Snow Patrol |
| 2010 | Giel Beelen e Eric Corton                                        | Venerdì (Converse Stage): Sungrazer, The Black Box Revelation, Gossip (3FM Stage): The Opposites, The Temper Trap, Paolo Nutini (Mainstage): Epica, Kasabian, Motörhead, Rammstein Sabato (Converse Stage): Everything Everything, Kitty Daisy & Lewis, Caro Emerald, 2 Many DJ’s (3FM Stage): Ryan Shaw, Destine, Biffy Clyro, John Mayer (Main Stage): Moke & Metropole Orkest, C-Mon & Kypski, Mando Diao, Editors, Green Day Domenica (Converse Stage): DeWolff, General Fiasco, Yeasayer, Florence + The Machine, Gogol Bordello (3FM stage): Jon Allen, Kate Nash, Slash, Mika, Pink (Mainstage): The Maccabees, Danko Jones, Skunk Anansie, Triggerfinger, Pixies, The Prodigy |
| 2011 | Giel Beelen e Eric Corton                                        | Sabato (Converse Stage): Madi, Ash, Selah Sue (3FM Stage): Manic Street Preachers, Simple Plan, Alter Bridge (Main Stage): De Staat, Lifehouse, Elbow, Coldplay Domenica (Converse Stage): Hanson, Cage the Elephant, Laura Jansen, The Bloody Beetroots Death Crew 77 (3FM Stage): Versaemerge, Justin Nozuka, Graffiti6, Avenged Sevenfold (Main Stage): Hurts, Tim Knol, Wolfmother, White Lies, Kings of Leon Lunedì (Converse Stage): Dazzled Kid, Eliza Doolittle, All Time Low, Band of Horses, deadmau5 (3FM Stage): Plain White T's, Beatsteaks, The Gaslight Anthem, The Script, Thirty Seconds to Mars (Mainstage): Scouting for Girls, Two Door Cinema Club, Go Back To The Zoo, Volbeat, Kaiser Chiefs, Foo Fighters |
| 2012 | Giel Beelen e Eric Corton                                        | Sabato (Converse Stage): Will and the People, The Afghan Whigs, Ben Howard (3FM Stage): Major Tom, The Asteroids Galaxy Tour, The Ting Tings (Main Stage): Moss, Kyuss lives!, Anouk, The Cure Domenica (Converse Stage): Hungry Kids of Hungary, Bombay Bicycle Club, Sharon Jones & The Dap-Kings, Chase & Status (3FM Stage): The BossHoss, Mastodon, The Wombats, Keane (Main Stage): Babylon Circus, Racoon, The Kyteman Orchestra, Soundgarden, Linkin Park Lunedì (Converse Stage): Serena Pryna & the Mandevilles, Jonathan Jeremiah, Miike Snow, Chef' Special, Paul Kalkbrenner (3FM Stage): Rivals Sons, Blood Red Shoes, Herbert Grönemeyer, The Hives, James Morrison (Main Stage): Gers Pardoel, Seasick Steve, The Specials, Mumford & Sons, Bruce Springsteen & the E Street Band |
| 2013 | Giel Beelen e Eric Corton                                        | Venerdì (Brand Bier Stage): Christopher Green, Andy Burrows, Kodaline, Netsky Live! (3FM Stage): Masters Of Reality, Jimmy Eat World, Queens of the Stone Age (Main Stage): Handsome Poets, Paramore, The Script, The Killers Sabato (Brand Bier Stage): Palma Violets, Graveyard, Miles Kane, Ellie Goulding, C2C (3FM Stage): Douwe Bob, Fun., The Gaslight Anthem, Phoenix (Main Stage): La Pegatina, Passenger, The Opposites, Thirty Seconds to Mars, Kings of Leon Domenica (Brand Bier Stage): Puggy, Bastille, Lianne La Havas, Die Antwoord, Alt-J (3FM Stage): Tom Odell, Trixie Whitley, Blaudzun, Stereophonics, Triggerfinger (Main Stage): Kensington, Will And The People, The Vaccines, Ben Howard, Green Day |
| 2014 | Giel Beelen, Eric Corton e Marco Roelofs                         | Sabato (Stage 4): Paceshifters, Afterpartees, Gecko, DJ Gomes (Brand Bier Stage): Les Djinns, Thé Lau/The Scene, White Lies, Epica (3FM Stage): Haim, Joe Bonamassa, Bastille (Main Stage): Ed Kowalczyk & Noordpool Orkest, Flogging Molly, John Mayer, The Rolling Stones Domenica (Stage 4): Nina Nesbitt, Intergalactic Lovers, Brother And Bones, FS Green & MC Fit, The Flexican & MC Sef (Brand Bier Stage): Taymir, Portugal. The Man, Twenty One Pilots, The Boxer Rebellion, John Newman (3FM Stage): North Mississippi Allstars, Limp Bizkit, Rudimental, Paolo Nutini, Robert Plant & The Sensational Space Shifters (Main Stage): Chef'Special, The Kooks, Ed Sheeran, Editors, Arctic Monkeys Lunedì (Stage 4): Birth Of Joy, Powerman 5000, Kraantje Pappie, Joost Van Bellen (annullato causa temporale) (Brand Bier Stage): Clean Bandit, Ghost, Young the Giant, Bombay Bicycle Club, Gogol Bordello (3FM Stage Stage): Jett Rebel, Kodaline, Stromae, Jake Bugg, Arcade Fire (Main Stage): Mastodon, Rob Zombie, Biffy Clyro, Avenged Sevenfold, Metallica |
| 2015 |                                                                  | Venerdì 12 giugno (Garden of Love): Anna Rune (2 esibizioni) (Stage 4): Coasts, Aurora, Pop Evil, DJ's Waxfiend & Prime + Live Jebroer & Adje (Brand Bier Stage): Jick Munro & The Amazing Laserbeams, Paloma Faith, Gavin James, Above & Beyond (3FM Stage Stage): Shaka Ponk, Faith No More, Slash feat. Myles Kennedy & The Cospirators (Main Stage): Body Count feat. Ice-T, George Ezra, Elbow, Muse Sabato 13 giugno (Garden of Love): Judy Blank (2 esibizioni) (Stage 4): Causes, Twin Atlantic, East Cameron Folkcore, Lonely The Brave, Joost Van Bellen (Brand Bier Stage): Gaz Coombes, Magic!, John Coffey, Sheppard, Eagles of Death Metal (3FM Stage Stage): The Last Internationale, Jonathan Jeremiah, Selah Sue, Kensington, Avicii (Main Stage): The Wombats, Dotan, Anouk, The Script, Robbie Williams Domenica 14 giugno (Garden of Love): Pollyanna (2 esibizioni) (Stage 4): The Deaf, Peace, Pierce Brothers, Ewert and The Two Dragons, Willie Waartal & Doppelgang (Brand Bier Stage): Urbanus & De Fanfaar, Nick Mulvey, Oscar and The Wolf, Kovacs, Fiddler's Green (3FM Stage Stage): Kitty, Daisy & Lewis, Typhoon, Counting Crows, Rise Against, Placebo (Main Stage): Frank Turner & The Sleeping Souls, Triggerfinger, De Jeugd van Tegenwoordig, OneRepublic, Pharrell Williams |

## Nome e logo
Il nome è mezzo olandese, mezzo inglese, in due combinazioni possibili. Originariamente, 'pink' viene dalla parola olandese per pentecoste, 'pinksteren' e 'popolare' proviene da musica pop (o "musica popolare"). Ma un'altra interpretazione della parola inglese rosa e la parola olandese "pop", il che significa bambola, che è l'origine per il logo, una bambola in un vestito rosa.
Il precursore di Pinkpop, che si è tenuto nel 1969, è stato chiamato Pinknick perché le persone avrebbero dovuto portare il proprio cibo.